# Letter to Evan
Letter to Evan es un álbum en vivo del pianista estadounidense de jazz Bill Evans con Marc Johnson y Joe LaBarbera grabado en el Ronnie Scott's Jazz Club en 1980 y publicado por la discográfica Dreyfus en 1994. Scott Yanow del sitio Allmusic le dio cuatro estrellas de cinco y opinó que es «excelente». La composición estuvo a cargo de Johnny Burke, el pianista, George Gershwin, Ira Gershwin, James Van Heusen, DuBose Heyward, Henry Mancini, Johnny Mandel, Johnny Mercer, Ned Washington y Victor Young; mientras que Leon Terjanian de la portada. Contiene ocho temas.

## Lista de canciones
Compuestos por Bill Evans salvo los indicados:
1. «Emily» (Johnny Mandel, Johnny Mercer) - 5:33
2. «Days of Wine and Roses» (Henry Mancini, Mercer) - 8:25
3. «Knit for Mary F.» - 6:07
4. «Like Someone in Love» (Johnny Burke, Jimmy Van Heusen) - 7:06
5. «Your Story» - 3:56
6. «Stella by Starlight» (Ned Washington, Victor Young) - 8:26
7. «My Man's Gone Now» (George Gershwin, Ira Gershwin, DuBose Heyward) - 6:07
8. «Letter to Evan» - 8:03

- Grabado en el Ronnie Scott's Jazz Club en Londres el 21 de julio de 1980.

- Fuente:[2]